# Maria Teresa Lavazza
Maria Teresa Lavazza  ur. 19 grudnia 1937, zm. 21 lipca 2020 – włoska brydżystka z tytułem European Master i  European Champion w kategorii Mixed (EBL).
Maria Teresa Lavazza była  członkiem zarządu rodzinnego przedsiębiorstwa produkującego kawę (Lavazza),  córką założyciela Luigi Lavazzy.   W roku 1980 utworzyła zespół brydżowy, Lavazza Team, w którym występowała jako niegrający lub grający kapitan.
Od roku 1992 była niegrającym kapitanem (NPC) reprezentacji Open Włoch, zdobywając z tym zespołem wiele zwycięstw w zawodach na poziomie  europejskim i światowym. Za te osiągnięcia IBPA przyznał jej w roku 2012 tytuł "Osobowość roku".
Miała męża Emilia i dwóch synów: Josepha i Francesca.

## Wyniki brydżowe

### Zawody światowe
W światowych zawodach zdobyła następujące lokaty:
| Mistrzostwa Świata. Konkurencja teamów | Mistrzostwa Świata. Konkurencja teamów | Mistrzostwa Świata. Konkurencja teamów  | Mistrzostwa Świata. Konkurencja teamów | Mistrzostwa Świata. Konkurencja teamów | Mistrzostwa Świata. Konkurencja teamów |
| Rok                                    | Miejsce                                | Zawody                                  | Kategoria                              | Drużyna                                | Pozycja                                |
| -------------------------------------- | -------------------------------------- | --------------------------------------- | -------------------------------------- | -------------------------------------- | -------------------------------------- |
| 2010                                   | Filadelfia                             | 13. Seria Mistrzostw Świata             | Seniorzy                               | Lavazza                                | 17                                     |
| 1997                                   | Hammamet                               | 33. Mistrzostwa Świata Teamów           | Trans                                  | Lavazza                                | 55                                     |
| 1996                                   | Rodos                                  | 1. Mistrzostwa Świata Teamów Mikstowych | Miksty                                 | Burgay                                 | 28                                     |

| Mistrzostwa Świata. Konkurencja par | Mistrzostwa Świata. Konkurencja par | Mistrzostwa Świata. Konkurencja par | Mistrzostwa Świata. Konkurencja par | Mistrzostwa Świata. Konkurencja par | Mistrzostwa Świata. Konkurencja par |
| Rok                                 | Miejsce                             | Zawody                              | Kategoria                           | Partner                             | Pozycja                             |
| ----------------------------------- | ----------------------------------- | ----------------------------------- | ----------------------------------- | ----------------------------------- | ----------------------------------- |
| 2006                                | Werona                              | 12. Mistrzostwa Świata              | Miksty                              | Giorgio Duboin                      | 48                                  |
| 1998                                | Lille                               | 10. Mistrzostwa Świata              | Miksty                              | Giorgio Duboin                      | 36                                  |

### Zawody europejskie
W europejskich zawodach zdobyła następujące lokaty:
| Zawody europejskie. Konkurencja teamów | Zawody europejskie. Konkurencja teamów | Zawody europejskie. Konkurencja teamów | Zawody europejskie. Konkurencja teamów | Zawody europejskie. Konkurencja teamów | Zawody europejskie. Konkurencja teamów |
| Rok                                    | Miejsce                                | Zawody                                 | Kategoria                              | Drużyna                                | Pozycja                                |
| -------------------------------------- | -------------------------------------- | -------------------------------------- | -------------------------------------- | -------------------------------------- | -------------------------------------- |
| 2013                                   | Opatija                                | 12. Puchar Europy                      | Open                                   | G.S. Allegra - Italy                   | 1                                      |
| 2012                                   | Ejlat                                  | 11. Puchar Europy                      | Open                                   | G.S. Allegra - Italy                   | 1                                      |
| 2011                                   | Bad Honnef                             | 10. Puchar Europy                      | Open                                   | Allegra - Italy                        | 1                                      |
| 2009                                   | San Remo                               | 4. Otwarte Mistrzostwa Europy          | Miksty                                 | Lavazza                                | 9                                      |
| 2005                                   | Bruksela                               | 4. Puchar Europy Teamów                | Open                                   | Bcat - Italy                           | 3                                      |
| 2005                                   | Teneryfa                               | 2. Otwarte Mistrzostwa Europy          | Miksty                                 | Lavazza                                | 55                                     |
| 2003                                   | Mentona                                | 1. Otwarte Mistrzostwa Europy          | Miksty                                 | Lavazza                                | 86                                     |
| 2002                                   | Warszawa                               | 1 Puchar Europy Teamów                 | Open                                   | Italy                                  | 1                                      |
| 2002                                   | Ostenda                                | 7. Mistrzostwa Europy Mikstów          | Miksty                                 | Lavazza                                | 1                                      |
| 2000                                   | Bellaria                               | 6. Mistrzostwa Europy Mikstów          | Miksty                                 | Lavazza                                | 12                                     |
| 1992                                   | Ostenda                                | 2. Mistrzostwa Europy Mikstów          | Miksty                                 | Lavazza                                | 2                                      |
| 1990                                   | Bordeaux                               | 1. Mistrzostwa Europy Mikstów          | Miksty                                 | Lavazza                                | 3                                      |

| Zawody europejskie. Konkurencja par | Zawody europejskie. Konkurencja par | Zawody europejskie. Konkurencja par | Zawody europejskie. Konkurencja par | Zawody europejskie. Konkurencja par | Zawody europejskie. Konkurencja par |
| Rok                                 | Miejsce                             | Zawody                              | Kategoria                           | Partner                             | Pozycja                             |
| ----------------------------------- | ----------------------------------- | ----------------------------------- | ----------------------------------- | ----------------------------------- | ----------------------------------- |
| 2005                                | Teneryfa                            | 2. Otwarte Mistrzostwa Europy       | Mikst                               | Giorgio Duboin                      | 198                                 |
| 2002                                | Ostenda                             | 7. Mistrzostwa Europy Mikstów       | Mikst                               | Guido Ferraro                       | 51                                  |
| 1996                                | Monte Carlo                         | 4. Mistrzostwa Europy Mikstów       | Mikst                               | Italo Santia                        | 24                                  |
| 1991                                | Killarney                           | 1. Mistrzostwa Europy Mikstów       | Kobiety                             | M. BERTOLA                          | 88                                  |
| 1990                                | Bordeaux                            | 1. Mistrzostwa Europy Mikstów       | Mikst                               | Italo Santia                        | 46                                  |

## Klasyfikacja
- Maria Teresa Lavazza – klasyfikacja WBF (ang.)
- Maria Teresa Lavazza – klasyfikacja EBL (ang.)